# Peseux (Neuchâtel)
Peseux (toponimo francese) è una frazione di 5 794 abitanti del comune svizzero di Neuchâtel (Canton Neuchâtel).

## Geografia fisica
Peseux si trova sulle colline che sorgono sulla sponda nordoccidentale del lago di Neuchâtel; il suo territorio è prevalentemente boschivo.

## Storia
Già comune autonomo che si estendeva per 3,43 km², in seguito all'esito favorevole del referendum del 25 ottobre 2020 il 1º gennaio 2021 è stato aggregato a quello di Neuchâtel assieme agli altri comuni soppressi di Corcelles-Cormondrèche e Valangin.

## Monumenti e luoghi d'interesse
- Chiesa parrocchiale riformata, eretta nel 1627-1635 e ricostruita nel 1871-1872, nel 1899 e nel 1959, con vetrate di Charles L'Eplattenier del 1933-1939[1];
- Cappella dei Fratelli moravi, eretta nel 1873 da Léo Châtelain[1];
- Chiesa cattolica di Nostra Signora della Compassione, consacrata nel 1954[1];
- Castello di Peseux, costruito nel 1538-1539 da Jean Merveilleux e ampliato nel 1574-1578[1].

## Società

### Evoluzione demografica
L'evoluzione demografica è riportata nella seguente tabella:
Abitanti censiti

## Economia
Peseux è un paese prevalentemente residenziale.

## Infrastrutture e trasporti

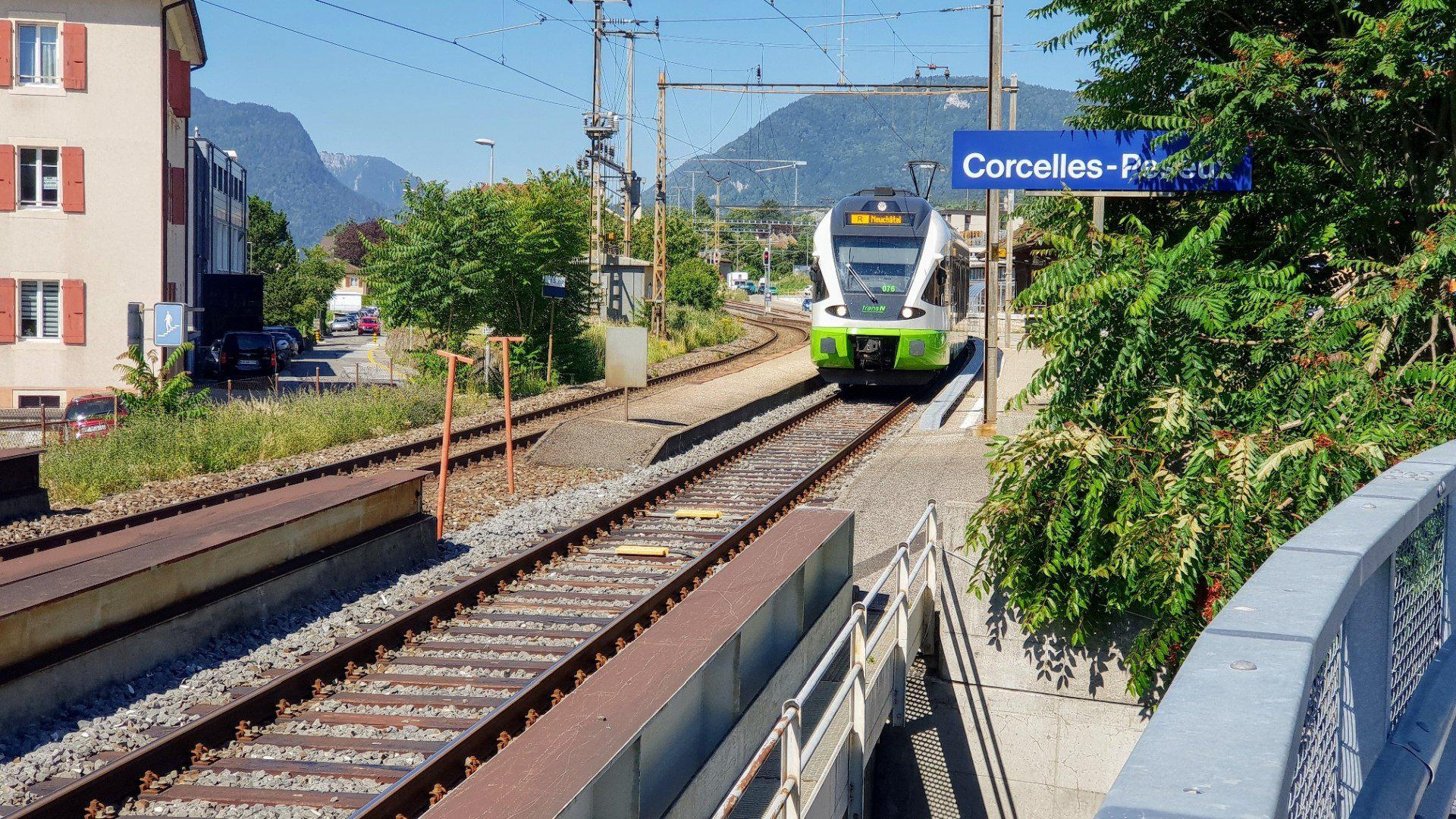
La stazione di Corcelles-Peseux

Peseux è servito dall'autostrada A20 (uscita di Neuchâtel-Peseux), dalla stazione di Corcelles-Peseux sulla ferrovia Neuchâtel-Le Locle e dalla rete filoviaria di Neuchâtel.